# Renieblas
Renieblas es una localidad y también un municipio de la provincia de Soria, 
partido judicial de Soria, comunidad autónoma de Castilla y León, España. Pueblo de la Comarca de Soria.

## Geografía

Término municipal de Renieblas.

Integrado en la comarca de Campo de Gómara, se sitúa a 14 kilómetros de la capital provincial. El término municipal está atravesado por la carretera nacional N-122 entre los pK 142 y 145, además de por carreteras locales que permiten la comunicación entre las pedanías y con los municipios vecinos de Aldehuela de Periáñez, Almajano y Velilla de la Sierra.  
El relieve del municipio es predominantemente llano, pero por encima de los mil metros de altitud. En el centro del municipio sobresale el cerro Tiñoso (1233 metros). La altitud oscila entre los 1233 metros y los 1020 metros a orillas del río Merdancho, al oeste. El pueblo se alza a 1028 metros sobre el nivel del mar. 
| Noroeste: Fuentecantos y Buitrago | Norte: Fuentelsaz de Soria y Los Villares de Soria | Noreste: Almajano           |
| Oeste: Velilla de la Sierra       |                                                    | Este: Aldehuela de Periáñez |
| Suroeste: Alconaba                | Sur: Alconaba y Candilichera                       | Sureste: Candilichera       |

## Historia
El Censo de Pecheros de 1528, en el que no se contaban eclesiásticos, hidalgos y nobles, registraba la existencia de 29 pecheros, es decir unidades familiares que pagaban impuestos. Formaba parte del Sexmo de San Juan. 
A la caída del Antiguo Régimen la localidad se constituye en municipio constitucional en la región de Castilla la Vieja, partido de Soria que en el censo de 1842 contaba con 67 hogares y 270 vecinos.
A mediados del siglo XIX crece el término del municipio porque incorpora a Fuensaúco y Ventosilla de San Juan.

## Geografía humana

### Demografía
Cuenta con una población de 110 habitantes (INE 2024).
| Gráfica de evolución demográfica de Renieblas entre 1842 y 2021 |
| |
| Población de derecho según los censos de población del INE Población de hecho según los censos de población del INEEntre el censo de 1857 y el anterior, crece el término del municipio porque incorpora a 425042 (Fuensaúco) y 425138 (Ventosilla de San Juan) |

### Población por núcleos
| Núcleos                | Habitantes (2013) |
| ---------------------- | ----------------- |
| Renieblas              | 63                |
| Fuensaúco              | 13                |
| Ventosilla de San Juan | 20                |

## Cultura

### Fiestas populares
- Fiestas votivas: Santa Águeda, 5 de febrero; San Lorenzo, el 10 de agosto y Santa Lucía, el 13 de diciembre.
- Virgen de la Cruz, fin de semana antes de San Juan.
- Santo Cristo de los Olmedillos, en mayo en Velilla de la Sierra, en el Coto Redondo de la Granja del Santo Cristo, el Domingo de la Ascensión.

### Eventos
- Numancia 2017 en la que se celebra el 2.150 aniversario de la gesta numantina contra Roma.